# Baltisches Porter
Baltisches Porter (auch englisch Baltic Porter) ist eine Variante der Biersorte Porter. Der Name leitet sich von der Region Baltikum östlich der Ostsee ab.
Historisch entstand der Name für ein Handelsbier, welches britische Porterbrauereien für den baltischen Raum produzierten. Wegen des langen Transportwegs wurde das Bier mit einem höheren Alkoholgehalt von 7,5 bis 9 Vol.-% gebraut. Ebenso wurde auf mehr Restsüße und Bitterstoffe im Bier geachtet, welche stärker sind als z. B. im Londoner Porter. Es wird vermutet, dass durch die Reifung während des Transports ein sehr gut gereiftes und süffiges Bier entstand.
Da dieses Bier im Baltikum populär wurde, übernahmen lokale Brauereien die Herstellung. Wegen des Klimas war jedoch die Herstellung mit britischen obergärigen Ale-Hefen nicht möglich, weshalb dort bis heute das Bier mit untergärigen Hefen gebraut wird.